# Zephyria Tholus
Der Zephyria Tholus ist einer der vor Jahrmillionen erloschenen Vulkane auf dem Planeten Mars. Sein Durchmesser beträgt rund 30,5 km. Er ist von Einschlagkratern umgeben. Der Name, den er im Jahr 1997 erhielt, wurde von einem Albedofleck abgeleitet.